# ثيودور ونجا مايكل
ثيودور ونجا مايكل (بالألمانية: Theodor Wonja Michael) هو صحفي وممثل ألماني، ولد في 15 يناير 1925 ببرلين في ألمانيا.

## وصلات خارجية
- ثيودور ونجا مايكل على موقع IMDb (الإنجليزية)
- ثيودور ونجا مايكل على موقع كينوبويسك (الروسية)